# Pseudoeriosema moeroense
Pseudoeriosema moeroense là một loài thực vật có hoa trong họ Đậu. Loài này được (De Wild.) Hauman miêu tả khoa học đầu tiên.